# Bělidla (Kroměříž)
Bělidla (německy Bleich) je zaniklé předměstí v Kroměříži ve Zlínském kraji. Pod názvem Kroměříž Bělidla se do roku 1858 také jednalo o samostatné katastrální území.

## Historie
Ves se nacházela severovýchodně od vlastní Kroměříže, na ostrově tvořeném nyní zaniklým hlavním tokem Moravy (zhruba v trase nynější ulice Spáčilovy) a vedlejším ramenem řeky (dnes hlavní tok), v prostoru současného Erbenova nábřeží. Bělidla vznikla na přelomu 16. a 17. století a byla samostatnou obcí. Bělidelští poddaní byli povinni městu ruční robotou. Bylo to zejména tarasení břehů řeky proti záplavám, které často ohrožovaly nejen město, ale i okolí. Poddaní neměli žádné pole a v obci nebyly ani povozy. Živili se tkaním látek, bílením prádla, nádenictvím, rybářstvím, kopali ne příliš kvalitní hlínu pro městské hrnčíře a těžili štěrk z koryta řeky. Po zrušení robot v roce 1851 se vykoupilo všech 16 podsedníků z luční činže (každý majitel domu za roční činži 16 zlatých mohl na městské louce pásti dvě dojnice a jedno tele) a z pěší roboty. Bělidla měla jednu z prvních triviální škol v okolí Kroměříže. Děti zde vyučoval vysloužilý voják.
V první třetině 19. století byla Bělidla tvořena jednostrannou ulicovitou zástavbou s rozšířením v západní části, při napojení na hlavní cestu z města. Před regulací řeky Moravy se do Bělidel počítaly i nově stavěné domy v Zámoraví, celý východní břeh řeky (Dolní Zahrady) tvořilo katastrální území Bělidel. Po zrušení patrimoniální správy v polovině 19. století se Bělidla stala roku 1853 součástí Kroměříže. Jejich katastrální území bylo zrušeno v roce 1858 a jeho plocha byla přičleněna ke katastru města.
V roce 1908 byla provedena regulace řeky, při níž bylo zrušeno hlavní koryto Moravy, takže řeka byla narovnána přibližně do trasy bývalého vedlejšího ramena. Celá vesnice byla zbořena ve druhé polovině 20. století, kdy byla nahrazena parkem (Erbenovo nábřeží), poblíž kterého byly vybudovány výškové panelové domy (ulice Spáčilova), zatímco místo nejzápadnější části s návsí byl postaven silniční průtah (Tovačovská ulice) se správními budovami.

## Pamětihodnosti
- sloup se sochou svatého Jana Nepomuckého, původně se nacházející na návsi (později přesunut)
- kamenný pylon z 18. století

## Galerie

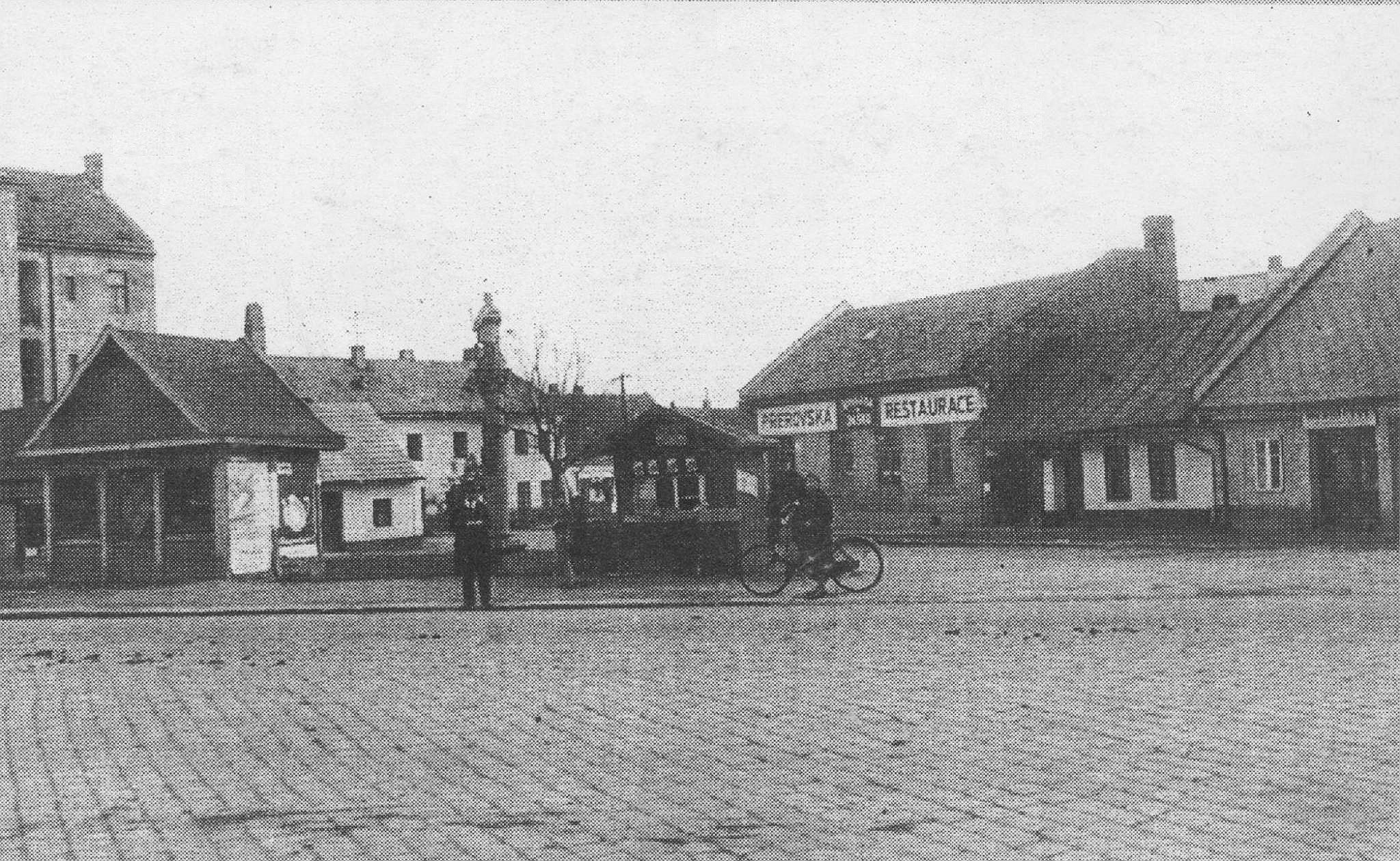
Zaniklá náves Bělidel
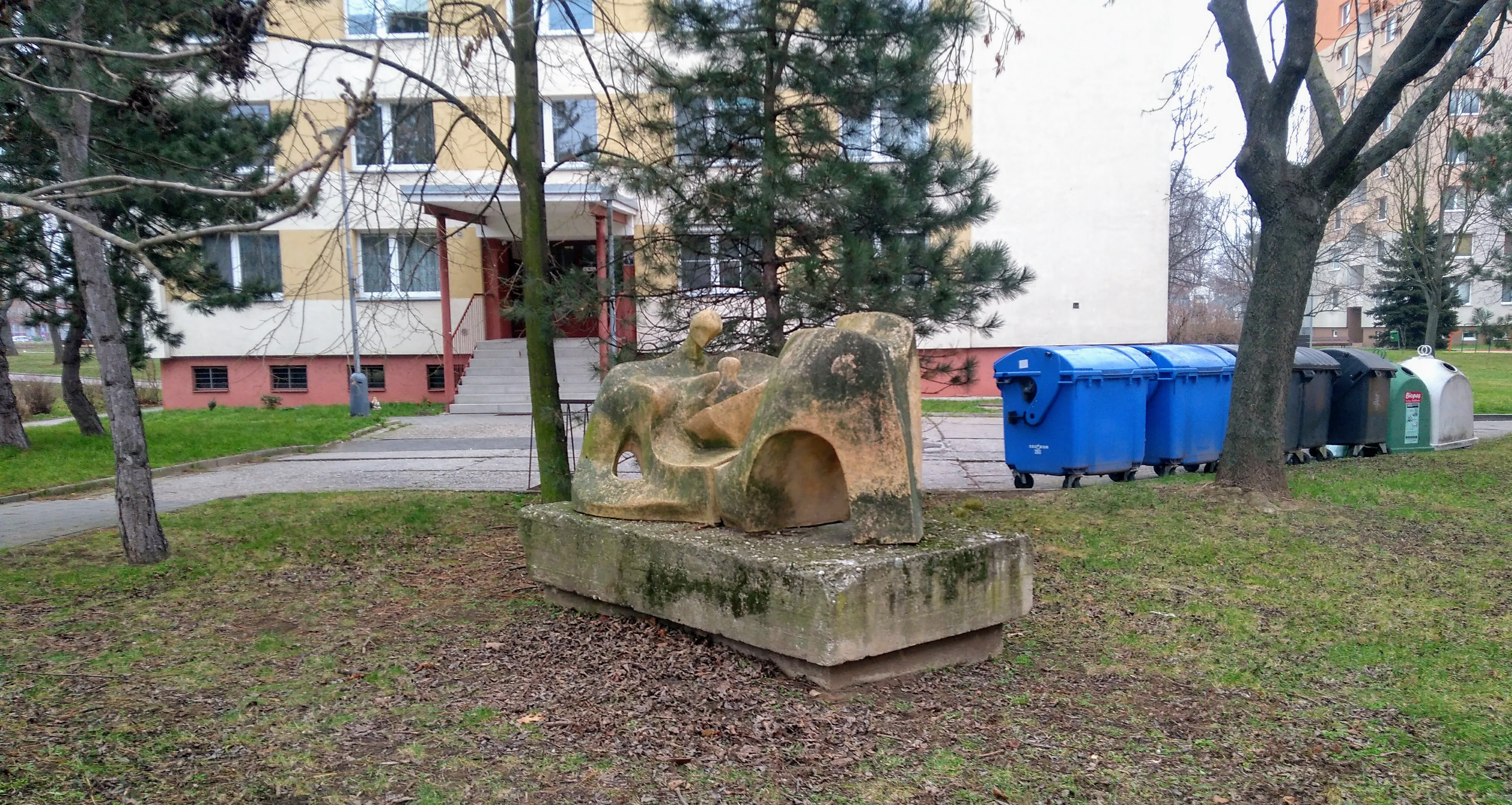
Skulptura v ulici Spáčilově
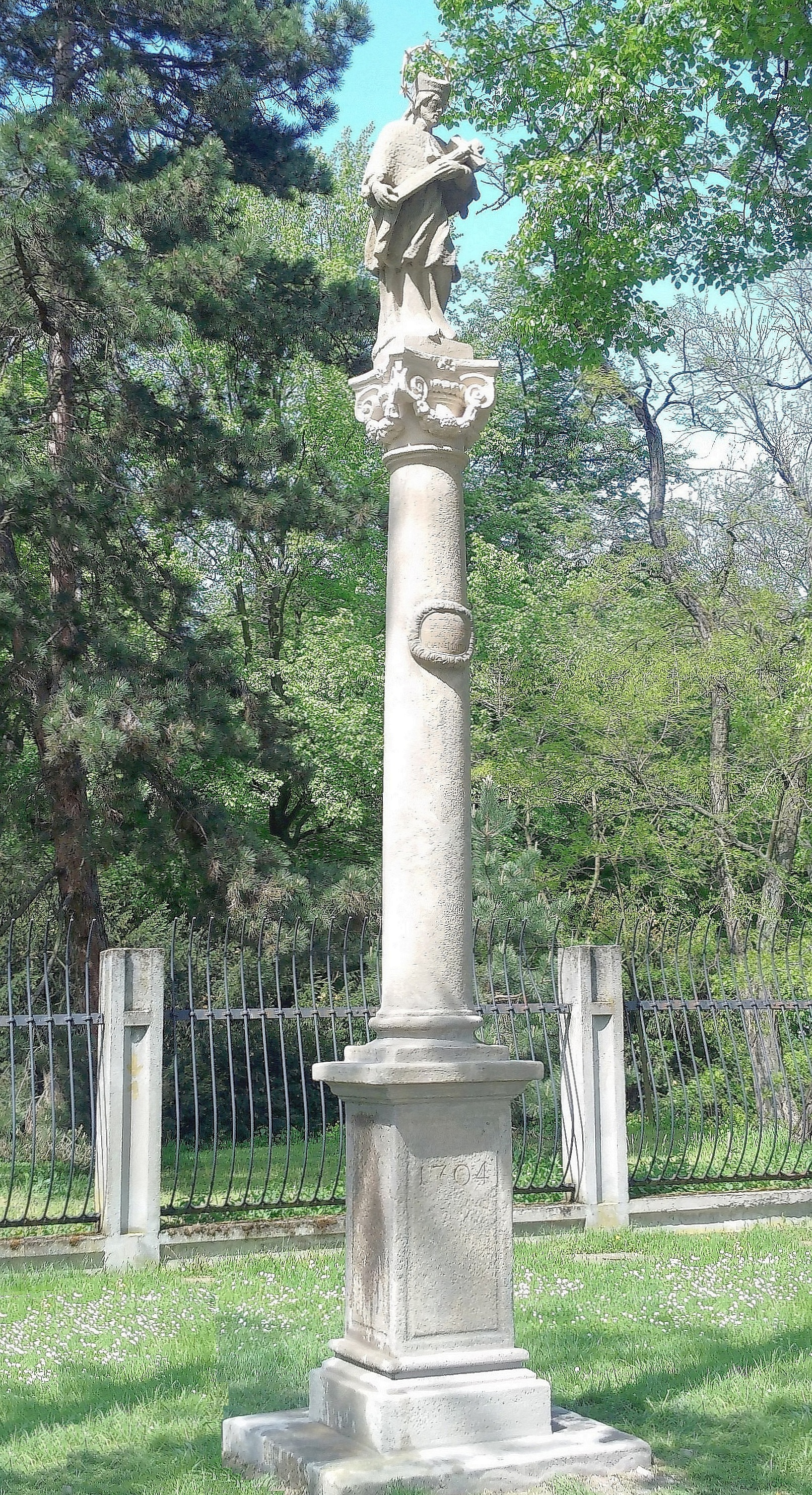
Sloup se sochou svatého Jana Nepomuckého
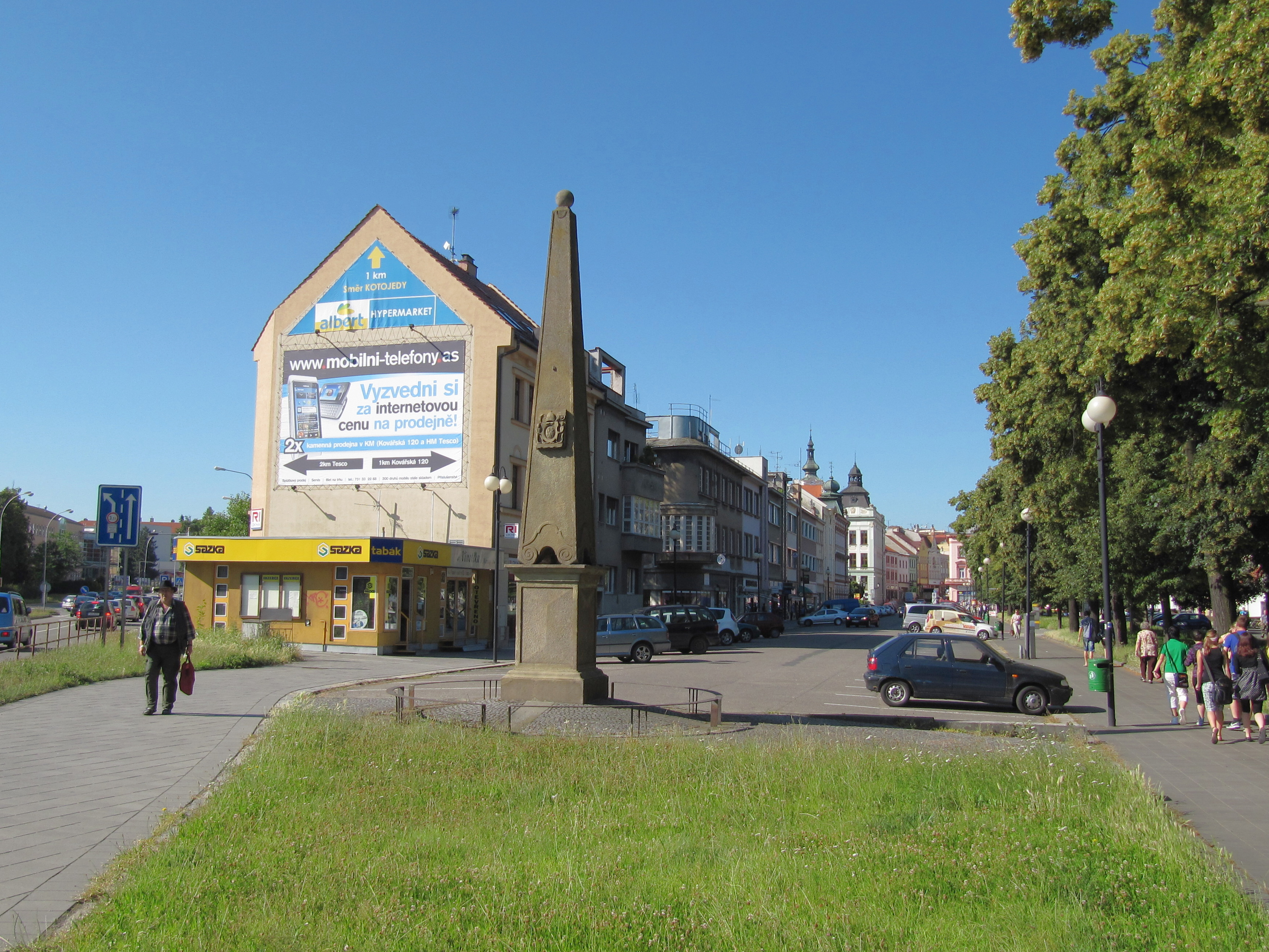
Kamenný pylon na Vejvanovského ulici
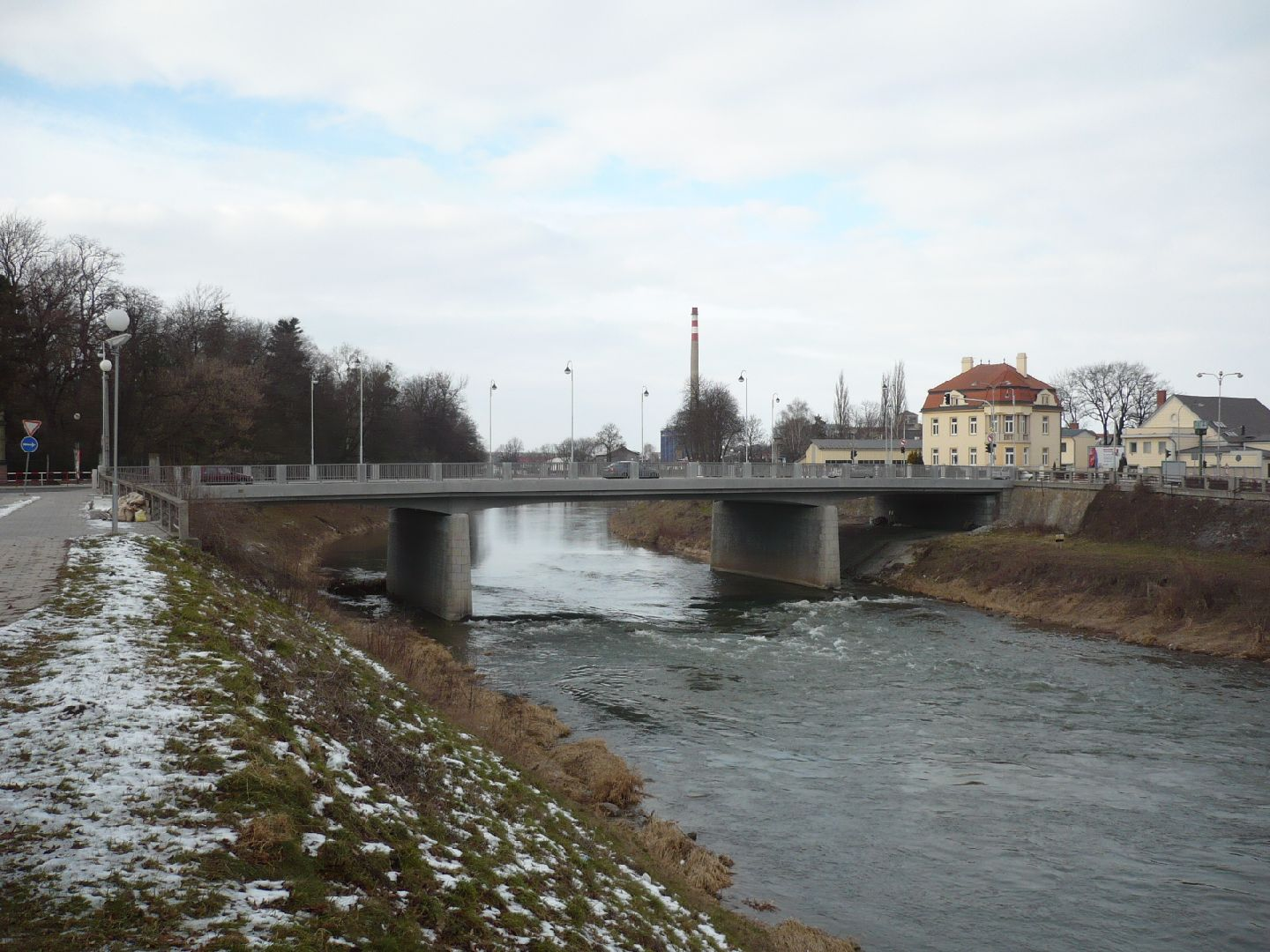
Silniční most přes zregulovaný tok Moravy